# 莱波姆拉
莱波姆拉（法語：Les Pommerats，法語發音：[le pɔmʁa]）是瑞士汝拉州的一个旧市镇。该旧市镇总面积为11.51平方千米，截至2007年1月1日总人口为247人。2009年，莱波姆拉与市镇古穆瓦并入市镇赛涅莱日耶。